# Thom Merrick
Thom Merrick (* 1. Januar 1963 in Sacramento, Kalifornien) ist ein Maler, Bildhauer und Installationskünstler.

## Leben
Merrick nahm 1985/1986 am Atelierprogramm der Association of Independent Colleges of Art and Design teil. 1986 erlangte er den Bachelor of Fine Arts am San Francisco Art Institute. Ab Mitte der 1980er Jahre lebte und arbeitete er in New York City und Europa. 2001 hielt sich Merrick erstmals für längere Zeit in der kalifornischen Mojave-Wüste auf. 2003 beschloss er, ausschließlich dort zu leben.
Merrick begann seinen künstlerischen Werdegang als Maler, wobei er häufig philosophische und spirituelle Referenzen in seine Gemälde einfließen ließ. Später kombinierte er Bilder mit Objekten. In den 1990er Jahren verarbeitete er in seinen Objektwerken insbesondere Garagen-Materialien wie Auto- und Motorradteile. Ein Beispiel hierfür ist seine Installation Desert, die er 1990 in der Galerie Pat Hearn in New York City realisierte. Hierfür zerlegte er ein Triumph-Motorrad in seine Einzelteilte und verstreute diese auf dem Boden. Von diesen und anderen Projekten fertigte er Zeichnungen an (working drawings 1990–1997), die ebenfalls ausgestellt wurden. In manchen seiner Installationen verarbeitet Merrick Materialien, die er in den Ausstellungsräumen findet (u. a. Serie Reading Lamps, 1996 Galerie Susanna Kuli, St. Gallen). Mitunter kombiniert er auch Malereien mit Performances, so versuchte er in seiner Serie Road Works (1996) am Straßenrand stehend Autos zu stoppen, indem er ihnen gerade gemalte Bilder mit gestischen Malereien entgegenhielt.
Merrick gehört zu den Künstlern, deren Werke von Rolf Ricke gesammelt werden. Er stellt international aus und war 1992 Teilnehmer der documenta IX in Kassel.
2002 wurde Merrick mit dem Pollock/Krasner Award in der Kategorie Malerei ausgezeichnet.